# Augustus Wall Callcott
Pour les articles homonymes, voir Wall et Callcott.
Augustus Wall Callcott, né le 20 février 1779 et mort le 2 novembre 1844, est un peintre paysagiste anglais.

## Biographie
Callcott naît dans le quartier de Kensington à Londres. Il étudie la musique et chante pendant plusieurs années dans le chœur de l'Abbaye de Westminster. Après avoir intégré la Royal Academy, il commence sa carrière artistique comme peintre de portraits sous la tutelle de John Hoppner.
Le premier tableau qu'il expose, un portrait de « Miss Roberts » et le succès obtenu à la Royal Academy en 1799 l'auraient conduit à son choix final de la peinture comme profession.
Son frère, John Wall Callcott est un compositeur reconnu.
En 1806, il est élu membre associé de l'Académie royale et en 1810, académicien royal.
Bien que ses sujets jusqu'à cette période sont généralement tirés des paysages de son pays, il visite la France et les Pays-Bas et peint des scènes hollandaises et flamandes avant 1827.
En 1827 il se marie et se rend en Italie pour la première fois. Son épouse, Maria Graham, veuve du capitaine Graham, R.N., écrivaine d'art et de voyage, bénéficie déjà d'une considérable réputation littéraire. 
À leur retour d'Italie, ils prennent résidence au Gravel Pits à Kensington où ils résident jusqu'à sa mort et jouissent d'une grande popularité. 
Il est généreux dans son parrainage des jeunes artistes et au cours des années 1830, il enseigne la peinture à James Sant.
Au couronnement de la reine Victoria en 1837, Callcott est honoré du titre de chevalier. 
En 1843 il succède à William Seguier (en) comme Surveyor of the Queen's Pictures (en).
Mort le 25 novembre 1844, Augustus Wall Callcott est enterré au cimetière de Kensal Green

## Œuvre
Sa préférence pour le paysage, dont les rivières et les scènes de côtes, se fait bientôt jour et après 1804, il n'expose que des paysages pendant de nombreuses années. L'habileté de son exécution, l'élégance de sa conception et le charme qui émane de ses œuvres font que sa réputation s'accroît régulièrement.
Le soin qu'il accorde à ses tableaux restreint leur nombre. De 1805 à 1810, il ne peint que quatre tableaux par an, en 1811 dix et en 1812, six. De cette dernière année jusqu'en 1822, il expose sept œuvres en tout mais parmi celles-ci figurent certaines de ses meilleures et plus grandes telles que The Entrance to the Pool of London (1816), The Mouth of the Tyne (1818) et A Dead Calm on the Medway (1820). Un autre important tableau est Rochester (1824).
En 1830, il commence à présenter des compositions italiennes et après cette année, les sujets de ses tableaux sont généralement étrangers.
En 1837, il abandonne ses sujets habituels et expose un tableau de Raphaël et la Fornarina avec des personnages grandeur nature et terminé avec grand soin, gravé par Lumb Stocks pour le London Art Union en 1843. Cette pièce et Milton dictating to his Daughters, exposé en 1840, sont les plus importants de ses portraits dont le South Kensington Museum (collection Sheepshanks) (l'actuel V&A) possède de nos jours deux rares spécimens, Anne Page and Slender et Falstaff and Simple. Le musée possède également plusieurs paysages à l'huile, des esquisses à l'aquarelle etc.
Les personnages dans ses paysages constituent souvent des parties importantes de la composition et sont toujours conçus avec élégance et heureusement placés, comme dans Dutch Peasants returning from Market. 
Bien que les œuvres de la dernière partie de sa vie soit marquées par le charme de la composition et la douceur de l'exécution, celles produites avant 1827 sont de nos jours tenus en plus haute estime.
Il y a dans l’œuvre de Callcott des qualités qui ont suscité l'admiration des peintres Turner et Thomas Stothard en son temps. 